# HHC Hardenberg
HHC Hardenberg is een Nederlandse amateurvoetbalvereniging uit Hardenberg, Overijssel. De thuiswedstrijden worden op sportpark De Boshoek in Heemse gespeeld.

## Algemeen
HHC ontstond op 1 juni 1954 uit de fusie tussen HVC uit Hardenberg en sv Heemse uit het toen nog zelfstandige dorp Heemse tot HHC. Later werd ter herkenning 'Hardenberg' aan de naam toegevoegd. Oranje en zwart zijn tevens de clubkleuren van de vereniging. Er wordt gespeeld in een oranje shirt, zwart broekje en oranje-zwarte kousen. De vereniging telde in 2018 ongeveer 1.800 leden en was daarmee een van de grootste voetbalclubs uit de regio. HHC Club Support is de supportersvereniging.
De club speelde altijd op zaterdag en tekende het convenant dat werd opgesteld tussen de KNVB en de Belangenvereniging Zaterdagvoetbal (BZV) om te kunnen garanderen dat wedstrijden op zaterdag gespeeld kunnen worden.

## Accommodatie
Eerst werd er gespeeld in het centrum van Hardenberg maar in 1970 volgde een verhuizing naar het nieuwe sportpark De Boshoek in Heemse. Op 10 december 2011 werd Sportpark de Boshoek heropend. Hierbij werd de nieuwe staantribune geopend, die tegenover de hoofdtribune is geplaatst. Verder werden de businessruimte en de commissiekamer uitgebreid. Ook is de gehele parkeerplaats vernieuwd.

## Standaardelftal
Het standaardelftal speelt sinds het seizoen 2016/17 in de landelijke Tweede divisie, het hoogst gespeelde niveau.
In het seizoen 2003/04 promoveerde het naar de toenmalige Hoofdklasse. Het eerste seizoen en tweede seizoen handhaafde het zich, het volgende seizoen werd het kampioenschap in de Zaterdag Hoofdklasse C behaald, en ook in het seizoen 2007/08 werd het kampioen. In het seizoen 2009/10 werd via de nacompetitie promotie bewerkstelligd naar de nieuw gevormde Topklasse. In het seizoen 2015/16 kwalificeerde het team zich voor de nieuw gevormde Tweede divisie waarin het nog steeds uitkomt.

### KNVB Beker

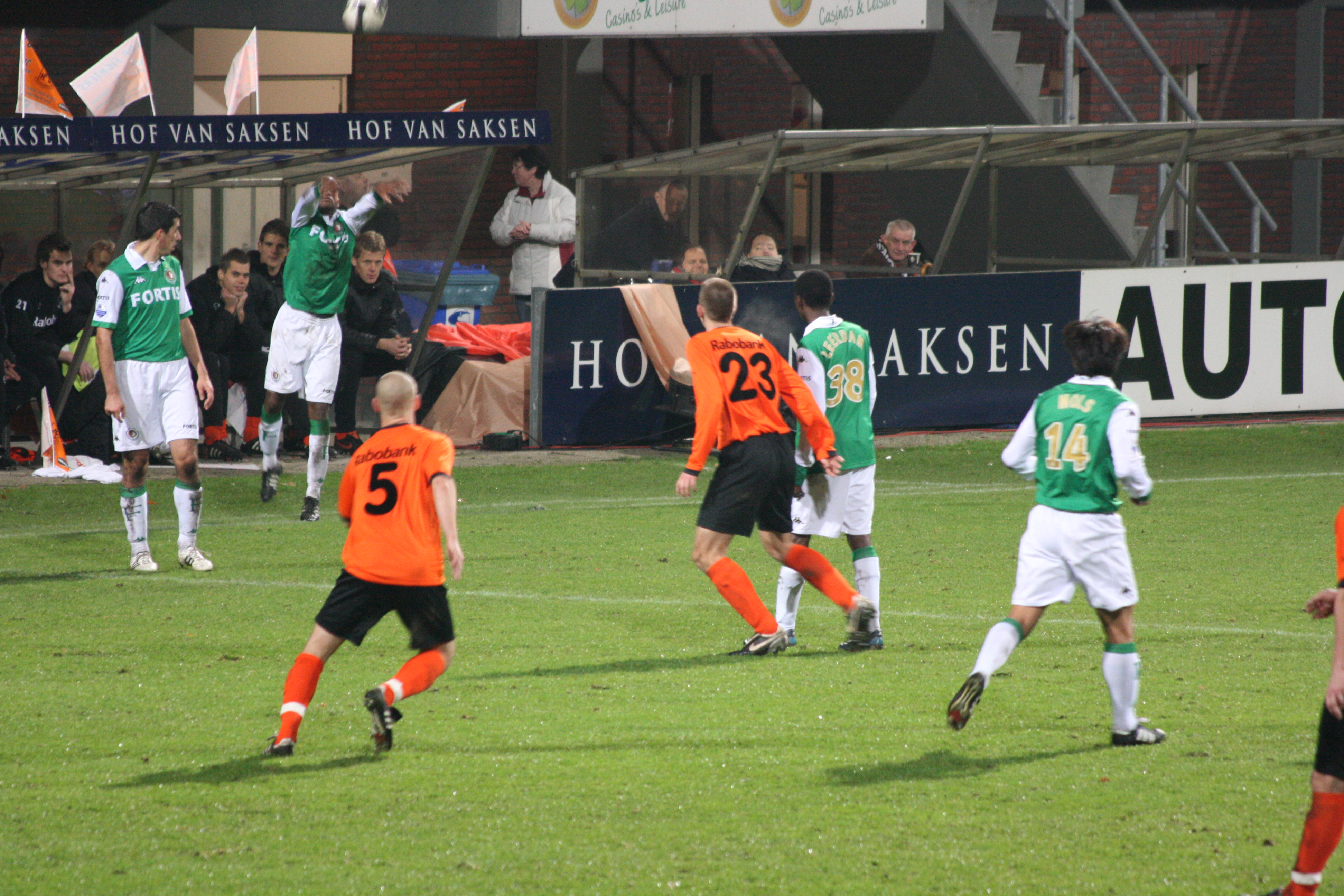
HHC-Feyenoord op 13 november 2008

Een voor HHC unieke wedstrijd vond plaats in 2008. Deze wedstrijd vond plaats in de derde ronde om de KNVB beker tegen Eredivisieclub Feyenoord, nadat HHC op 23 september Go Ahead Eagles in de strafschoppenserie verslagen had in de tweede ronde om de beker. De wedstrijd tegen Feyenoord werd gespeeld in Emmen omdat de eigen accommodatie niet toereikend genoeg was voor een live-uitzending op televisie. De wedstrijd werd uitgezonden op RTL 7. Hoewel tijdens de rust de stand nog 1-1 was, behaalde Feyenoord in de tweede helft een flinke voorsprong en eindigde de wedstrijd met een eindstand van 1-5.
In de KNVB beker van het seizoen 2015/16 speelde HHC op 15 december 2015 in de achtste finale van het KNVB bekertoernooi tegen N.E.C.. HHC won die wedstrijd met 2-0. HHC plaatste zich daarmee voor het eerst in haar clubhistorie voor de kwartfinale van het KNVB bekertoernooi. De club verloor op 2 februari 2016 in het AFAS Stadion de kwartfinale echter met 1-0 van AZ en werd daardoor uitgeschakeld. In 2023 Versloeg HHC in de 1e ronde streekgenoot Heracles met 2-0. In de 2e ronde moest HHC in een modderduel tegen AZ eerst in de verlenging het hoofd buigen voor AZ, 2-3.
Dit schema laat de resultaten zien van HHC tegen profclubs in de KNVB Beker.
| Seizoen | Ronde       | Wedstrijd             | Uitslag        |
| ------- | ----------- | --------------------- | -------------- |
| 2006/07 | 2e ronde    | HHC - MVV Maastricht  | 1-4            |
| 2007/08 | 3e ronde    | HHC - AGOVV           | 0-1            |
| 2008/09 | 2e ronde    | HHC - Go Ahead Eagles | 1-1 (5-3 n.s.) |
| 2008/09 | 3e ronde    | HHC - Feyenoord       | 1-5            |
| 2014/15 | 2e ronde    | HHC - RKC Waalwijk    | 1-0            |
| 2014/15 | 3e ronde    | PEC Zwolle - HHC      | 6-1            |
| 2015/16 | 8e finale   | HHC - NEC Nijmegen    | 2-0            |
| 2015/16 | kwartfinale | AZ Alkmaar - HHC      | 1-0            |
| 2022/23 | 1e ronde    | HHC - PEC Zwolle      | 0-1            |
| 2023/24 | 1e ronde    | HHC - Heracles Almelo | 2-0            |
| 2023/24 | 2e ronde    | HHC - AZ Alkmaar      | 2-3 n.v.       |

### Competitieresultaten 1955–heden
| 7 4B |

| 8 4B |

| 10 4B |

| 9 4C |

| 4 4C |

| 3 4B |

| 4 4C |

| 4 4C |

| 5 4B |

| 2 4B |

| 1 4B |

| 5 |

| 6 |

| 2 |

| 2 3B |

| 4 3B |

| 6 3B |

| 6 3B |

| 5 3B |

| 5 3B |

| 5 3A |

| 1 3B |

| 8 2D |

| 7 2D |

| 9 2D |

| 3 2D |

| 9 2D |

| 11 2D |

| 9 2D |

| 7 2D |

| 3 2E |

| 10 2D |

| 4 2D |

| 3 2D |

| 6 2D |

| 9 2D |

| 9 2D |

| 7 3B |

| 8 3B |

| 7 3B |

| 3 3B |

| 8 3B |

| 6 2J |

| 2 2J |

| 8 1D |

| 7 1D |

| 2 1E |

| 6 1E |

| 8 1D |

| 2 1D |

| 10 C |

| 5 C |

| 1 C |

| 1 C |

| 2 C |

| 6 C |

| 8 |

| 9 |

| 4 |

| 3 |

| 3 |

| 2 |

| 14 |

| 3 |

| 6 |

| -- |

| -- |

| 2 |

| 4 |

| 10 |

| 11 |

2004: De beslissingswedstrijd op 5 mei op het veld van SVZW om het klassekampioenschap in zaterdag 1D werd met 0-1 verloren van Excelsior '31.
| Tweede Divisie | Topklasse | Hoofdklasse | Eerste klasse | Tweede klasse | Derde klasse | Vierde klasse |

In elke staaf van de grafiek staat van boven naar beneden vermeld: 
- Eindnotering

Dit is de positie die de club heeft bereikt in de competitie, zonder eventuele beslissings-, play-off- of nacompetitiewedstrijden die nodig zijn geweest om bijvoorbeeld de kampioen van de competitie te bepalen.
Indien een * achter het getal staat is de notering een tussenstand en kan het zijn dat de notering niet overeenkomt met de uiteindelijke eindstand van de competitie.
Staat er een - dan is het seizoen nog bezig en is er geen definitieve uitslag bekend.
Staat er xx op de positie van de notering, dan heeft de club vroegtijdig de competitie verlaten. Dit kan onder andere komen door terugtrekking van het team, faillissement van de club of door een uitgedeelde straf van de KNVB. In veel gevallen staat elders in het artikel de reden vermeld.
Staat er een ? dan is het resultaat uit het verleden onbekend, en is alleen de competitie of het niveau bekend van dat seizoen.
In de seizoenen 2019/20 en 2020/21 werd wegens de coronacrisis het amateurvoetbal afgebroken. Daardoor kennen deze staven geen eindklassering (middels -- weergegeven).
- Competitieniveau en afdelingsletter of Officiële eindstand Eredivisie
  - Competitieniveau en afdelingsletter

Hierbij geeft het getal het niveau weer, dat ook terug te vinden is in de legenda. De letter is de afdelingsaanduiding en wordt gebruikt wanneer er meer afdelingen zijn op hetzelfde niveau. De afdelingsletter is altijd een hoofdletter en wordt meestal zonder nummer gebruikt.
Voorbeeld: 2F is niveau 2e klasse competitie F.
Het competitieniveau en nummer wordt niet vermeld wanneer er slechts één competitie van dit niveau was.
  - Officiële eindstand Eredivisie (getal staat tussen haakjes vermeld)

Sinds de introductie van play-offwedstrijden voor Europees voetbal na afloop van de reguliere competitie in 2005/06, is de KNVB verplicht een eindstand van de Eredivisie door te geven aan de UEFA aan de hand van deze play-offwedstrijden.
Bij deze eindstand staan clubs die zich hebben gekwalificeerd voor Europees voetbal hoger dan clubs die zich niet wisten te kwalificeren. Indien er geen verschil was tussen de eindnotering en de officiële eindstand, staat dit getal niet vermeld.

- Onderafdeling

Hier staat afgekort de naam van de onderafdeling indien de club in dat jaar in een onderafdeling uitkwam. Tevens staat deze afkorting in de legenda en wordt gelinkt naar het artikel over deze onderafdeling. Deze afkorting wordt alleen vermeld wanneer de club in het verleden in verschillende onderafdelingen heeft gespeeld. Deze vermelding is in de staaf altijd in kleine letters. Deze onderafdelingen zijn na het seizoen 1995/96 afgeschaft. Heeft de club in slechts één onderafdeling gespeeld, dan is dit alleen terug te vinden in de legenda.
Onder de staaf staat het jaartal vermeld waarin het seizoen is afgesloten. 15 verwijst naar het seizoen 2014/15 of eventueel het seizoen 1914/15.
Wanneer een staaf leeg is, zijn deze gegevens niet bekend. Het kan ook zijn dat de club dat seizoen niet heeft meegespeeld op het hogere amateurniveau, vroegtijdig de competitie heeft verlaten of uit de competitie is gezet.

In het seizoen 1944/45 was er wegens de Tweede Wereldoorlog geen regulier competitievoetbal.

### Selectie 2024/25
Laatste aanpassing op 06-10-2024
| Rugn. | Naam              | Nationaliteit        | Positie      |
| ----- | ----------------- | -------------------- | ------------ |
| 1     | Jorick Maats      | Nederland            | Keeper       |
| 2     | Tapmahoe Sopacua  | Nederland            | Verdediger   |
| 3     | Serginho Fatima   | Nederland / Angola   | Verdediger   |
| 4     | Finn Berends      | Nederland            | Verdediger   |
| 5     | Ashwin Manuhutu   | Nederland            | Verdediger   |
| 6     | Jaden Donald      | Nederland / Suriname | Verdediger   |
| 7     | Sven van Doorm    | Nederland            | Middenvelder |
| 8     | Thom Olde Weghuis | Nederland            | Middenvelder |
| 9     | Rob van der Leij  | Nederland            | Aanvaller    |
| 11    | Jesper Drost      | Nederland            | Middenvelder |
| 12    | Niels Grevink     | Nederland            | Aanvaller    |
| 14    | Kay Wissink       | Nederland            | Middenvelder |
| 15    | Thijmen de Lange  | Nederland            | Middenvelder |
| 17    | Steyn Strijker    | Nederland            | Middenvelder |
| 18    | Jakub Brzezowski  | Polen                | Aanvaller    |
| 19    | Jip Kemna         | Nederland            | Aanvaller    |
| 20    | Danny Bouws       | Nederland            | Verdediger   |
| 21    | Gersom Klok       | Nederland            | Verdediger   |
| 22    | Noah ten Brinke   | Nederland            | Middenvelder |
| 23    | Thomas Reinders   | Nederland            | Middenvelder |
| 24    | Guus Vaags        | Nederland            | Keeper       |
| 25    | Yme Meier         | Nederland            | Keeper       |
| 30    | Matías Jones      | Uruguay              | Middenvelder |

## Zaalvoetbal
Het eerste mannenteam van de zaalvoetbalafdeling speelt in het seizoen 2023/24 in de Eerste divisie (poule C). Tot 2016 werd ieder jaar deelgenomen aan het Protos Weering Zaalvoetbaltoernooi en de Districtsbeker.

## Bekende (oud-)spelers
VV Avereest · SC Balkbrug · VV Bergentheim · VV Bruchterveld · DKB · SV Dedemsvaart · EMMS · SV Gramsbergen · VV Hardenberg '85 · HHC · JVC Dedemsvaart · VV Kloosterhaar · SC Lutten · VV Mariënberg · SCD '83 · SVV '56